# Josef Terboven
Josef Terboven, né le 23 mai 1898 à Essen (province de Rhénanie) et mort le 8 mai 1945 à Asker (Norvège) est un dirigeant du parti nazi, commissaire du Troisième Reich à la tête de la Norvège occupée. Il se suicide le jour de la capitulation de l’Allemagne.

## Biographie
Josef Terboven est né à Essen dans un milieu modeste. Durant la Première Guerre mondiale, il est affecté dans l'artillerie puis l'aviation. Il est récompensé de la croix de fer et parvient à accéder au grade de Leutnant. Il fait ensuite des études de droit et de sciences politiques à l'université de Munich et à l'université de Fribourg, où il s'engage en politique. Peu après, il rejoint le parti nazi et participe au putsch avorté du NSDAP à Munich en 1923.
Quand le parti nazi se retrouve dans l'illégalité, Terboven trouve du travail dans une banque, avant d'être licencié en 1925. Il travaille ensuite à plein temps pour le compte du parti nazi. Il aide à son implantation dans sa ville natale d’Essen et en devient Gauleiter en 1928. Il a rejoint la SA en 1925. Le 29 juin 1934, Terboven épouse Ilse Stahl (morte en 1972), ancienne secrétaire et maîtresse de Joseph Goebbels. Adolf Hitler, chancelier du Reich depuis plus d'un an, assiste au mariage en tant qu'invité d'honneur. Terboven est nommé président de la Rhénanie le 5 février 1935, et y acquiert une réputation de dureté.
Après le déclenchement de la Seconde Guerre mondiale et pendant l'invasion de la Norvège, il est nommé « commissaire du Reich » en Norvège le 24 avril 1940. Il établit son quartier général dans l'immeuble du Parlement norvégien, le Storting. Tout en mettant progressivement en place un régime norvégien qui collabore avec l’Allemagne, Terboven dirige la Norvège et se comporte en dictateur. Terboven n'a pas d'autorité directe sur les 400 000 soldats allemands basés en Norvège ; il commande toutefois une force de 6 000 militaires, dont 800 font partie de la police secrète. Il aspire à faire de la Norvège une forteresse.
Il prévoit aussi d'installer un camp de concentration en Norvège, sans succès. Terboven est détesté par les Norvégiens ; en outre, ses compatriotes allemands ont peu d'estime pour lui. Joseph Goebbels fait état dans son journal intime de ce qu'il appelle sa « tactique de bulldozer » contre les Norvégiens. Terboven conserve cependant la réalité du pouvoir en Norvège jusqu'en 1945. Vidkun Quisling, chef du Gouvernement national, aspirant à l'indépendance politique, a tenté d’obtenir de Hitler le renvoi de Terboven, mais sans succès.
Pendant cette occupation de la Norvège, Terboven a fait la connaissance de l'actrice suédo-norvégienne Sonja Wigert (1913-1980). Celle-ci, en réalité agent double travaillant pour les Alliés, lui a soutiré quelques renseignements qu'elle a retransmis à ses commanditaires.
Le dernier jour du conflit, le 8 mai 1945, Terboven se suicide en faisant exploser 50 kilogrammes de dynamite dans un bunker à Skaugum, près d'Oslo, à côté du cadavre du chef des SS en Norvège, l’Obergruppenführer Wilhelm Rediess.